# 格蘭特鎮區 (堪薩斯州克萊縣)
格蘭特鎮區（英語：Grant Township）為美國堪薩斯州克萊縣的鎮區。2010年美国人口普查中該鎮區人口有146人。

## 地理
格蘭特鎮區涵蓋面積87.28平方（33.70平方英里），境內無城市設立。

### 墓園
根據美國地質調查局的資料，此鎮區擁有1座墓園：
- 廷伯克里克墓園（Timber Creek Cemetery）

### 溪流
通過此鎮區的溪流有：
- 莫爾溪（Mall Creek）
- 廷伯溪（Timber Creek）
- 莫爾溪西支流（West Branch Mall Creek）

## 人口統計
根據2010年美國人口普查，格蘭特鎮區人口有146人，人口密度為1.67人/每平方公里。此鎮區居民之種族有98.63%為白人；0.68%為非裔美洲人；0%為美洲原住民；0.68%為亞洲人；0%為太平洋島民；0%為其他種族；另外有0%為混血種族。而西班牙裔或拉丁裔美洲人佔此鎮區人口的2.05%。

## 外部連結
- US-Counties.com
- City-Data.com[永久]